# Nadia Ghulam
Nadia Ghulam Dastgir, née le 4 juin 1985 à Kaboul, est une femme afghane qui a passé dix ans à se faire passer pour son frère décédé afin d'échapper aux restrictions des talibans contre les femmes. Son livre sur ses expériences, écrit avec Agnès Rotger et publié en 2010, El secret del meu turbant (Le secret de mon turban), a remporté le Prix Prudenci Bertrana de la fiction.

## Biographie
Nadia Ghulam nait à Kaboul le 4 juin 1985.
En 1993, une partie de la maison de la famille de Ghulam est détruite par une bombe. Elle passe un total de deux ans dans différents hôpitaux pour soigner les blessures qu'elle a subi. Après l'insurrection des talibans et la prise de contrôle de Kaboul, Nadia a 11 ans et décide avec sa mère de se déguiser en garçon,. Elle adopte l'identité de son frère décédé Zelmai afin de pouvoir quitter la maison seule et travailler pour subvenir aux besoins de sa famille . Enfant, elle étudie le Coran et devient assistante dans une mosquée. À 16 ans elle est autorisée à reprendre ses études.
Avec le déclenchement d'une nouvelle guerre en Afghanistan au début du xxie siècle, l'histoire de Ghulam devient connue de certains occidentaux et sert de base au film Osama sorti en 2003. En 2006, l'Associació per als Drets Humans a l'Afghanistan (Association pour les droits de l'homme en Afghanistan), une ONG internationale à Kaboul, lui permet de déménager en Catalogne, en Espagne, où elle bénéficie d'une chirurgie reconstructive du visage. En 2021 elle vit en Espagne sous le statut de réfugiée.
En 2010 elle publie avec Agnès Rotger (es) El secret del meu turbant (Le secret de mon turban), qui remporte le Prix Prudenci Bertrana (en) de la fiction. En 2014, avec Joan Soler i Amigó, elle publie Contes que em van curar (Contes qui m'ont guéri), qui reçoit le Mención Especial Mare Terra, et en 2016, avec Javier Diéguez, La primera estrella de la noche (La première étoile de la nuit). En 2016, elle obtient un baccalauréat en éducation sociale et en 2019 une maîtrise en développement international. Elle apparaît également dans Nadia, un documentaire dramatisé sur son histoire par Carles Fernández Giua.
En 2016, Ghulam crée Ponts per la pau (Ponts pour la paix), une ONG qui propose des cours de langue aux migrants en Catalogne et aide également les écoliers afghans avec du matériel et des devoirs de lecture.
Le 9 septembre 2021 elle témoigne à Vienne en tant que victime du terrorisme en Afghanistan durant le premier sommet parlementaire global sur le contre-terrorisme, organisé par l'Union interparlementaire, le Bureau de lutte contre le terrorisme de l'ONU (en) et l'Office des Nations unies contre les drogues et le crime.

## Éducation
- 2009 : Licence en informatique, Institut La Pineda, Badalona (Espagne)
- 2011 : Diplôme d'associée en intégration sociale, Institut Eugeni d'Ors de Badalona (Espagne)
- 2016 : Licence en éducation sociale, Facultat d’éducation social et travail social Pere Tarrés, Université Raymond-Lulle, Barcelone (Espagne)
- 2019 : Master en développement International, Institut Barcelona D'Estudis Internacionals (Espagne)

## Distinctions
- 2010 : Prix littéraire de Gérone : Prix Prudenci Bertrana pour El secret del meu turbant.
- 2016 : Premi Trencant Invisibilitats 2016 pour la transformation sociale et le dépassement des stéréotypes de genre, Conseil municipal des femmes, Badalona (Espagne).
- 2020 : Premi Ones, Menció especial Mare Terra de la XXVI edició dels Premis Ones Mediterrània, pour l'activisme et la consolidation de la paix en Catalogne.
- 2020 : Prix de l'action Socio-éducative et e-inclusive, Fundació Esplai[9],[5].